# Socket AM2
El Socket AM2, denominado anteriormente como Socket M2, es un zócalo de CPU diseñado para procesadores AMD en equipos de escritorio. Su lanzamiento se realizó en el segundo trimestre de 2006, como sustituto del Socket 939.

## Especificaciones técnicas
Los procesadores AM2 son incompatibles con las placas base  con zócalo 939 y viceversa, y aunque tiene 940 pines, es incompatible con el Socket 940. El zócalo AM2 soporta DDR2 SDRAM pero no memoria DDR, que el anterior zócalo 939 soportaba. AnandTech informaba en su momento que el rendimiento del sistema con zócalo AM2 fue solo un 7% más rápido que los equivalentes con zócalo 939, con la mayoría de las aplicaciones fue un 2% más rápido. a pesar de tener un ancho de banda de memoria superior al 30% debido a la compatibilidad con DDR2.
Los primeros núcleos de procesadores que soportaron el zócalo AM2 fueron los Athlon 64 Orleans y Sempron Manilla (un solo núcleo), y los Winsor doble núcleo Athlon 64 X2 y  Athlon 64 FX.La mayoría de los procesadores en zócalo AM2 incluyen instrucciones SSE3 que fueron desarrolladas con tecnología de 90 nm, mientras que los procesadores AM2 posteriores presentaron esta tecnología de 65 nm. El zócalo AM2 también es compatible con los procesadores AMD Phenom,que fueron diseñados originalmente para Socket AM2+ pero retrocompatibles con AM2., sin embargo,esto dependía del fabricante de la placa base para proporcionar una actualización del firmware de la BIOS para operar el procesador.
Socket AM2 fue parte de la generación de zócalos de CPU de AMD que incluían el Socket F para servidores y el Socket S1 para computadoras portátiles.También hay procesadores Opteron para placas base de un zócalo disponibles para AM2.

## Disipador
Los 4 orificios para fijar el disipador a la placa base se colocan en un rectángulo con longitudes laterales de 48 mm y 96 mm para los zócalos de AMD AM2,AM3,AM3+ y FM2,Por lo tanto, las soluciones de enfriamiento permiten ser intercambiables.

## Sucesores
Se han anunciado múltiples zócalos que son compatibles pin a pin con el zócalo AM2, pero que difieren en sus características.

### Socket AM2+
El zócalo AM2+ es un sucesor intermedio para el zócalo AM2, que está diseñado para el manejo de memoria DDR2 y soporte del HyperTransport 3.0. Los procesadores para el zócalo AM2+ pueden insertarse en las placas base con zócalo AM2, pero solo tendrán soporte para HyperTransport 2.0.

### Socket AM3
Los procesadores que usan Socket AM3 pueden instalarse en placas base con zócalo AM2 y AM2+, mediante actualizaciones adecuadas de BIOS, pero no al revés. Los procesadores AM3 tienen un controlador de memoria que soporta tanto memorias tipo DDR2, como DDR3 SDRAM, permitiendo así mantener la compatibilidad con las placas base con zócalo AM2 y AM2+. Dado que los procesadores AM2 y AM2 + carecen de un controlador de memoria DDR3, no funcionan en placas base AM3.